# Josef Führich
Joseph rytíř von Führich (9. února 1800 Chrastava – 13. března 1876 Vídeň) byl akademický malíř, grafik a ilustrátor nazarénského směru, který kreslil a maloval hlavně náboženská témata. Působil v Praze a od roku 1840 ve Vídni jako profesor na umělecké akademii. Roku 1861 byl povýšen do šlechtického stavu.

## Život

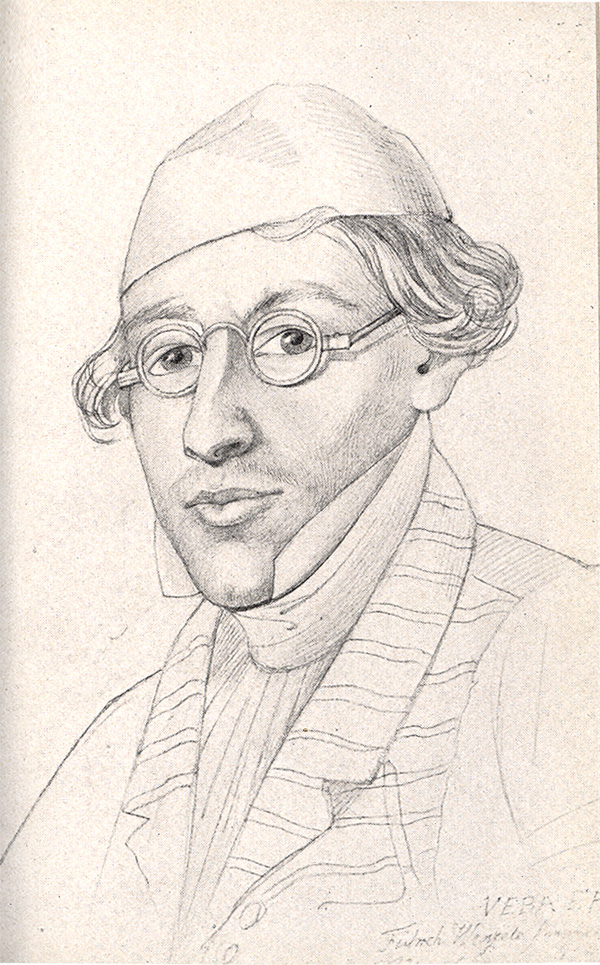
První portrét, kresba Adolf Zimmermann, Řím, asi 1827

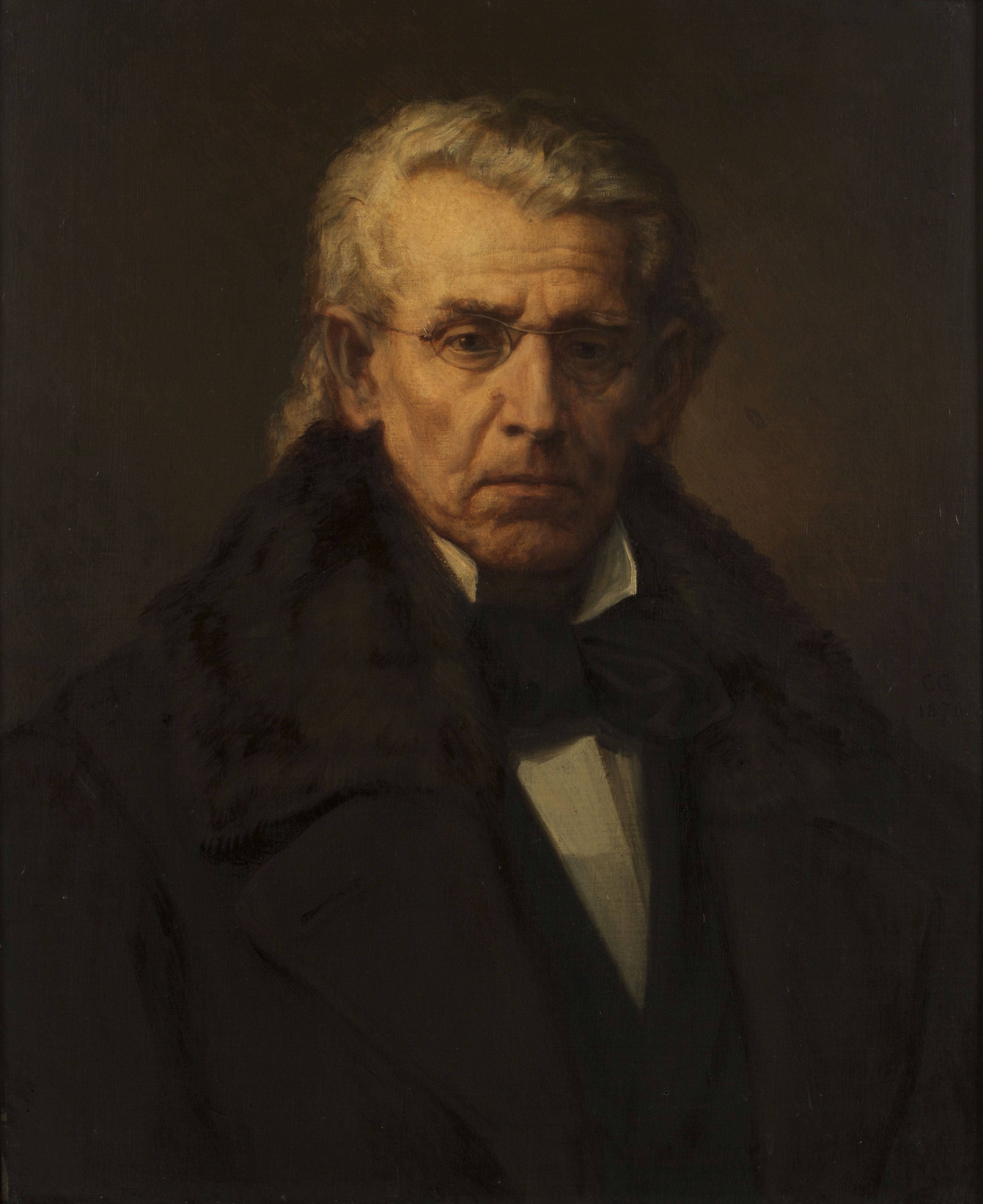
Christian Griepenkerl: Portrét Josefa Führicha, 1876, Rakouská galerie Belvedere

Narodil se ve zbožné katolické rodině malíře a mědirytce Václava Führicha, mezi jeho 11 sourozenci byla i malířka Marie Antonie Führichová. Roku 1819 vystavil v Praze prvé dva obrazy, které vzbudily zaslouženou pozornost. Hrabě Kristián Kryštof Clam-Gallas, k jehož dominiu náležela Chrastava, umožnil Führichovi studovat na pražské akademii malbu a kresbu u Josefa Berglera. Tam se umělecky i lidsky sblížil s Františkem Tkadlíkem, s nímž udržoval přátelské styky až do Tkadlíkovy smrti.
Vyhledával zásadně biblická a katolická témata, pro něž měl přezdívku Teolog s tužkou. Roku 1823 vystavil v Praze svůj obraz Sen sv. Bernarda. Pracoval na oltářních obrazech a freskách řady kostelů, ilustroval katolické spisy i literární díla německých romantiků (Goethe, Schiller, Tieck, Wieland aj.) V roce 1825 se rekreoval v Lázních Libverdě.
Roku 1827 zaujala jeho kresba knížete Metternicha, který mu umožnil studijní pobyt v Římě. Tam se setkal s německými nazarény, katolickými romantiky v čele s Juliem Schnorrem z Carolsfeldu a Fridrichem Overbeckem, který ho přizval ke spolupráci na výzdobě římské vily Massima. Spřátelil se také s lužickosrbským malířem Adolfem Zimmermannem.
Roku 1829 se vrátil do Prahy a následující rok se oženil s Franziskou Gassnerovou (* 1805); kolem roku 1834 manželé bydleli v domě čp. 342/I na nároží Perštýna a Nových alejí.
V roce 1834 ho Metternich pozval do Vídně, kde spravoval Lambergovu galerii a roku 1838 pro ni jel nakupovat obrazy do Benátek. V roce 1840 se stal profesorem historické kompozice na vídeňské akademii, od roku 1851 byl profesorem mistrovské malířské školy. Vedle kresebných cyklů a ilustrací, které ho proslavily, maloval velká olejová plátna s náboženskými tématy (např. Matka boží nad svatostánkem v kostele Nanebevzetí Panny Marie v Kroměříži). Během revoluce 1848 odjel do Čech, roku 1851 se opět vrátil do Vídně, kde se u něj na Akademii vyučilo mnoho žáků.
V padesátých letech vytvořil své nejvýznamnější dílo, nástěnné malby pro novostavbu kostela v Altlerchenfeldu na předměstí Vídně. Za tuto práci byl vyznamenán povýšením do šlechtického stavu s titulem rytíře a vyznamenán Řádem železné koruny (1861). Jeho poslední velkou prací byl návrh barevných oken pro vídeňskou katedrálu sv. Štěpána (1872). V roce 1875 byla na počest Führichova životního jubilea uspořádána ve Vídni velká retrospektivní výstava jeho díla. Malíř zemřel v následujícím roce jako vážený a ceněný umělec.
Zemřel roku 1876 a byl pohřben na Olšanských hřbitovech.

## Dílo
Führich byl neobyčejně pracovitý umělec, ale pro onemocnění ruky (neurózu) nezvládal olejomalbu štětcem, a proto musel při realizaci zaměstnávat své pomocníky a žáky. Častěji kreslil návrhové kresby nebo je prováděl jen akvarelem. Z jeho ateliéru vyšlo mnoho velkoformátových obrazů, většinou v romantickém nebo pozdně nazarénském stylu s jasnou barevností, odvozenou z renesančních vzorů Rafaelových a Leonardových. Jeho oltářní obrazy byly určeny většinou pro kostely v Čechách nebo v Rakousku.
- Osvobozený Jeruzalém - tři fresky z cyklu nástěnných maleb nazarénů pro Villu Massima v Římě (1828)
- Podobenství o marnotratném synovi - cyklus pěti obrazů na stěnách dušičkové kaple v kostele sv. Ignáce v Praze
- Ukřižovaný (více variant), například na oltáři kostela sv. Voršily v Praze, oltářní obrazy v Hodkovicích nad Mohelkou, Raspenavě, Mikulášovicích, Čimelicích, v zámecké kapli v Rájci nad Svitavou a jinde.[8]
- 14 zastavení Křížové cesty - cyklus předloh ve třech variantách; prováděli je různí malíři, například Johann Müller a Josef Holzmaier z Mnichova je malovali do výklenkových kaplích mezi kostelem sv. Vavřince na Petříně a Strahovským klášterem (vysvěceny roku 1838)[9]. Dochovaly se například na stěnách kostela sv. Jana Nepomuckého ve Vídni-Leopoldstadtu.
- Cyklus Betlémská cesta
- Kristus Pantokrator na klenbě apsidy kaple sv. Rafaela Klárova ústavu slepců v Praze na Klárově - pro Führicha neobvyklý styl napodobující byzantskou mozaiku[10]
- Stovky přípravných kreseb a předloh, z nichž mnohé provedené v ocelorytině nebo v litografii vycházely ve velkosériových tiscích jak velkého formátu, tak v miniaturách jako devoční grafika (svaté obrázky), frontispis či ilustrace modlitebních knížek,
- Biblické obrazy - cyklus kreseb, jako litografické album vydala firma Hering a Remington v Londýně, později použity jako ilustrace biblické dějepravy a dalších knih.
- Kompozice Nejsvětější Trojice jako Trůn Boží moudrosti - návrh na okenní malbu středního okna Císařské kaple v chóru katedrály sv. Víta v Praze, provedl ji Jan Zachariáš Quast[11]
- Skica sochy sv. Václava ve zbroji, podle jeho kresby vytesal z kamene sochař Kamil Böhm roku 1857 na Karlův most v Praze, na objednávku Aloise Klára.[12]
- Smrt sv. Benedikta a Rozmluva sv. Benedikta se sv. Scholastikou - oltářní obrazy pro opatský chrám sv. Petra a Pavla v Rajhradě (1862)
- Biblické náměty a portréty maloval na zakázku také pro privátní objednavatele, například obraz císaře Františka I. poklekajícího před Kristem Spasitelem (obraz pro úmrtní císařův pokoj ve Vídni z roku 1836), nebo dva obrazy pro Strahovskou obrazárnu.
- 25 kreseb z cyklu Českých dějin, které byly provedeny litografií pro album Antonína Machka
- Napsal také řadu úvah a esejů o umění, některé vyšly pod titulem Von der Kunst (O umění).

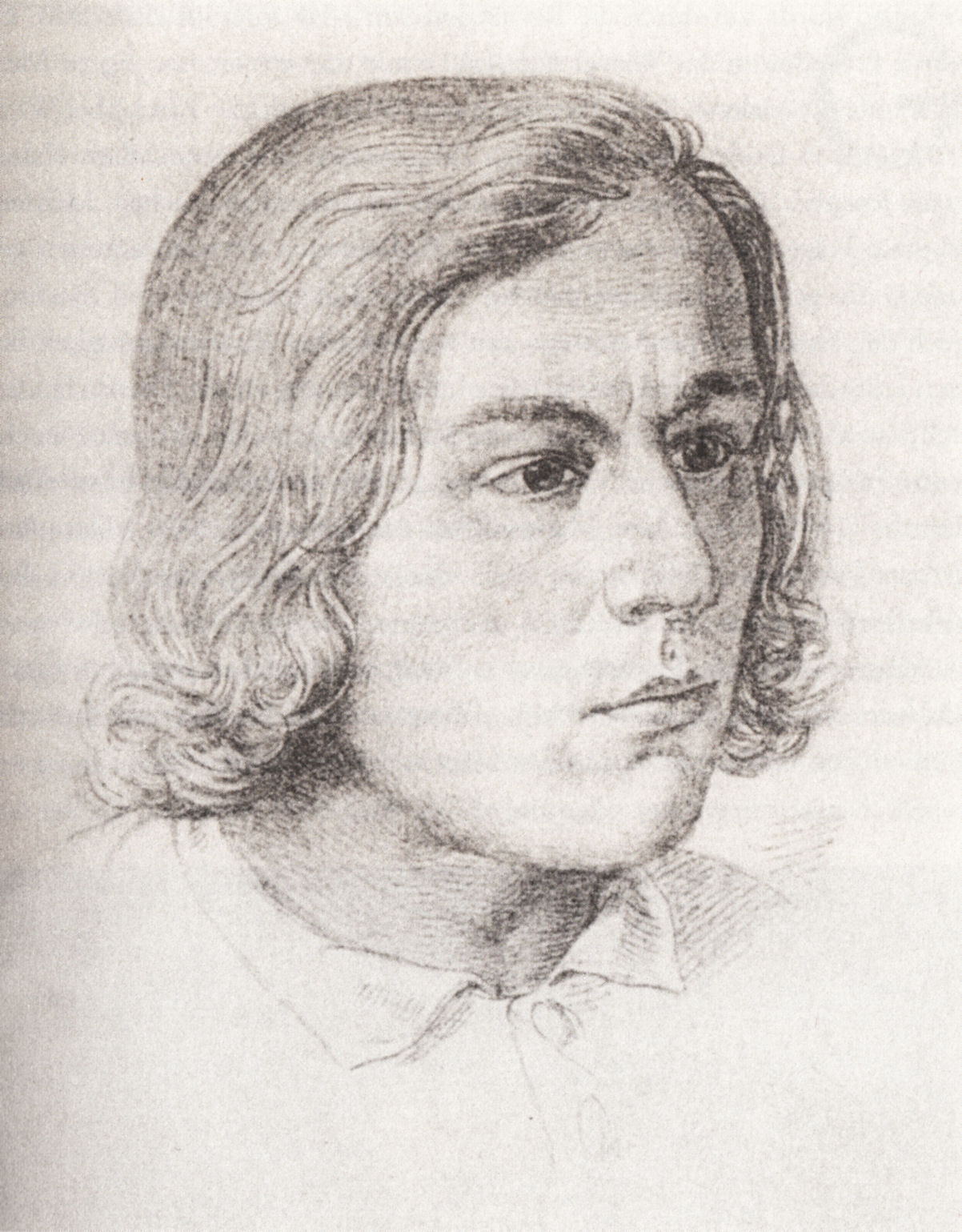
Autoportrét (kolem 1825)
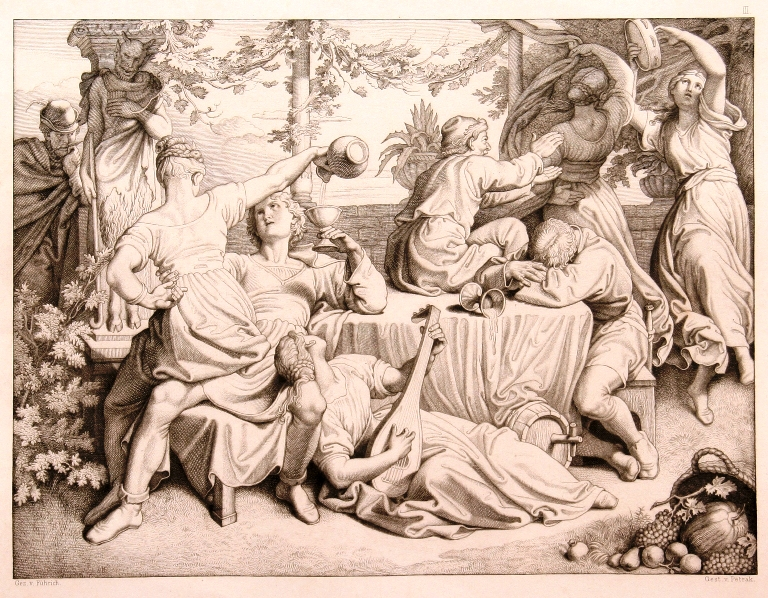
Z cyklu "Marnotratný syn"
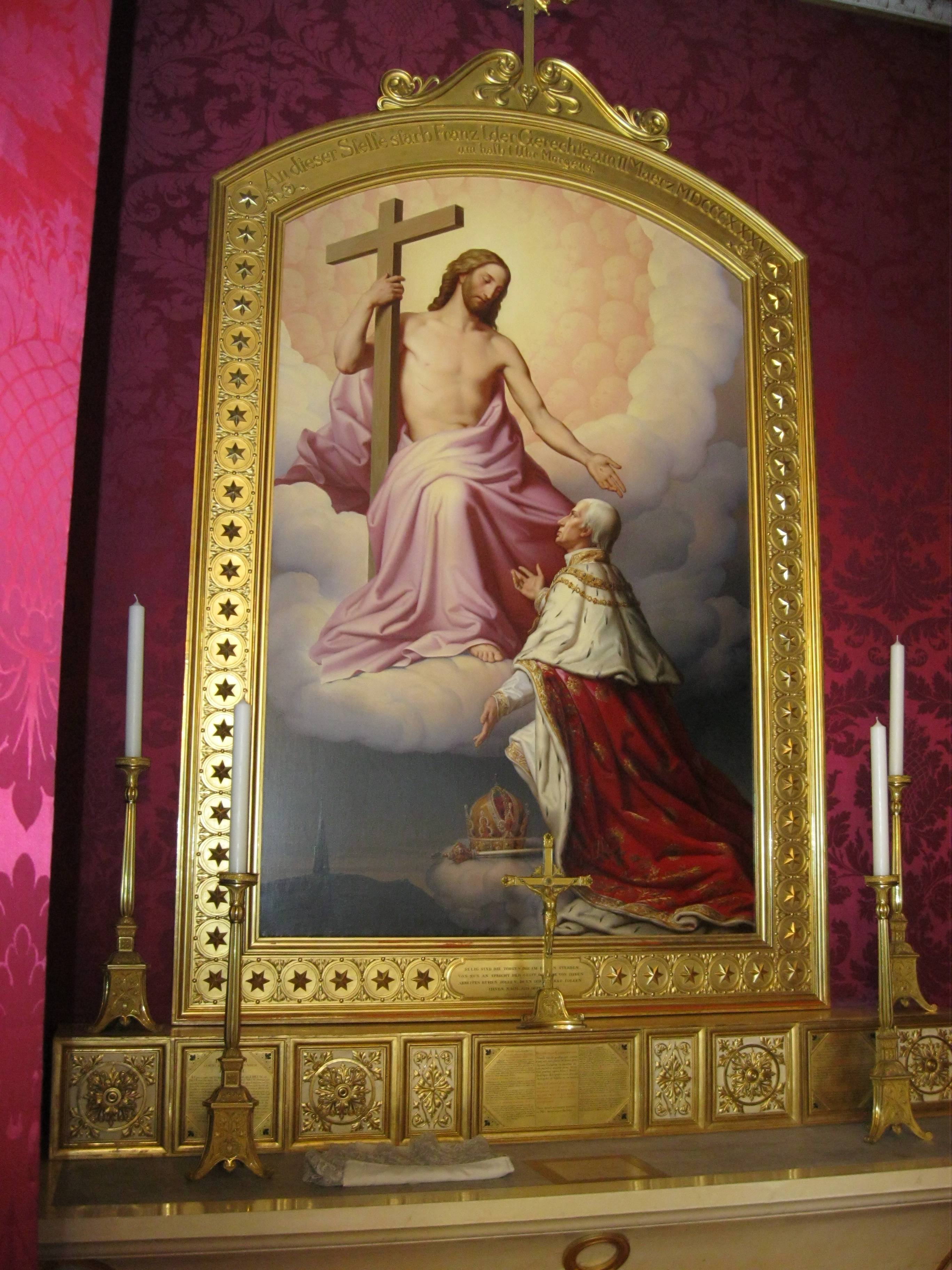
Kristus Spasitel přijímá císaře Františka I.
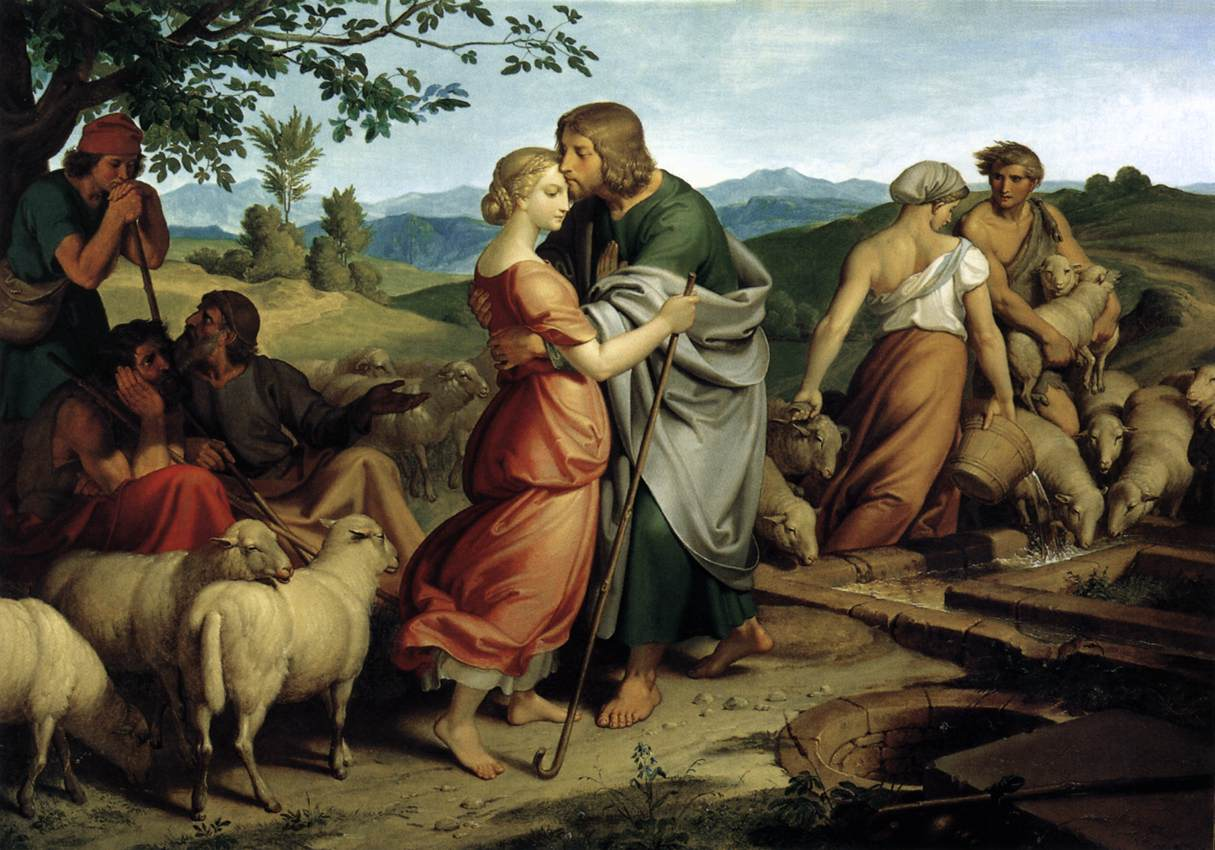
Jákob se setkává s Ráchel
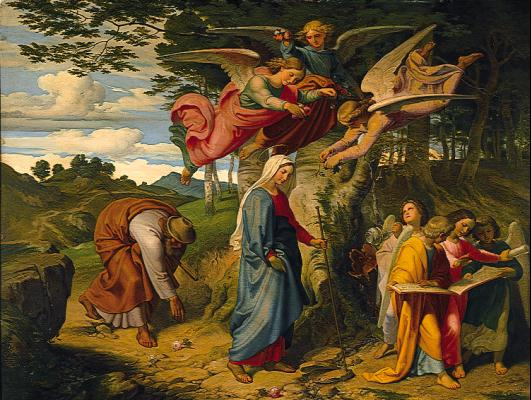
Maria na cestě za Alžbětou
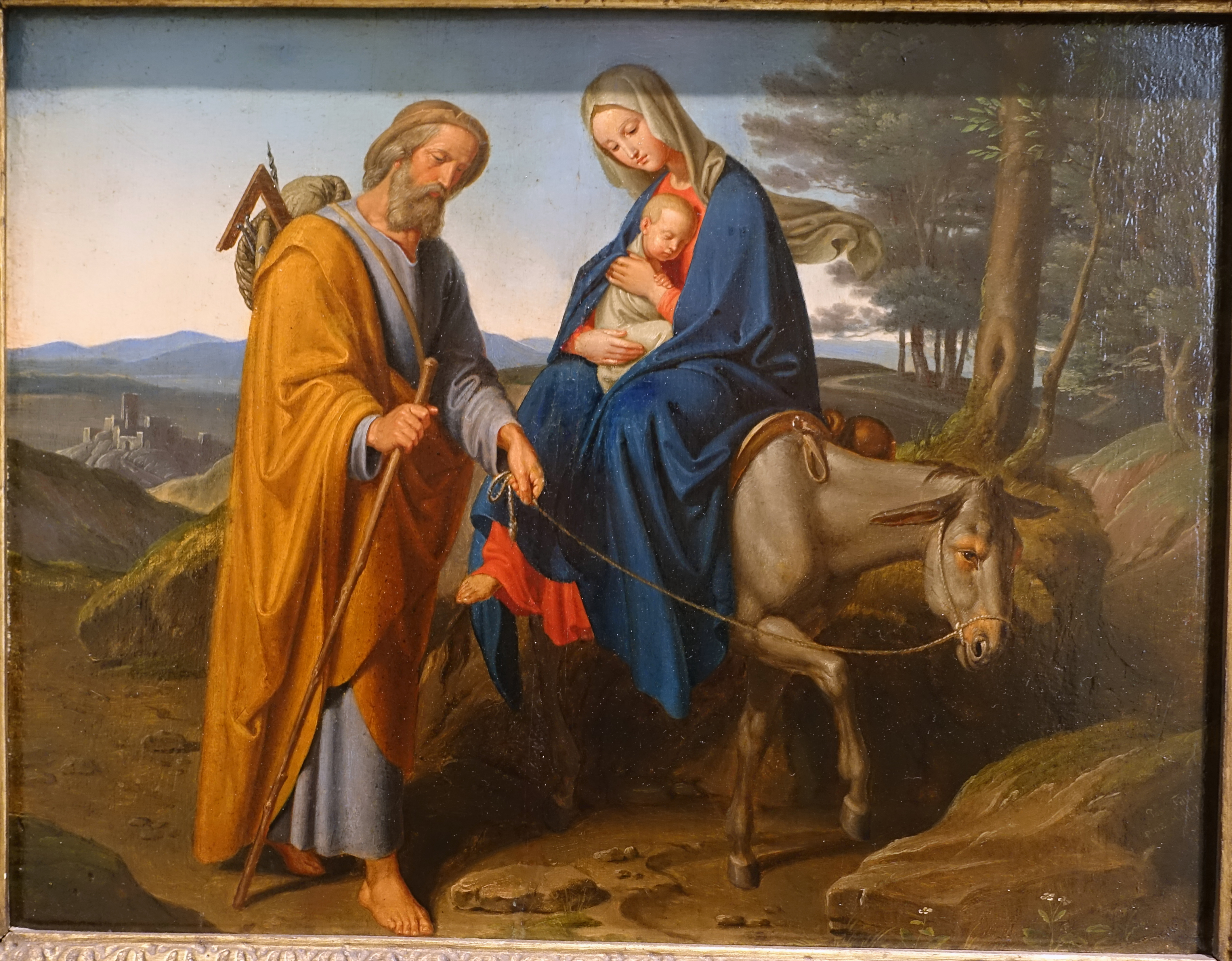
Útěk do Egypta, 1834
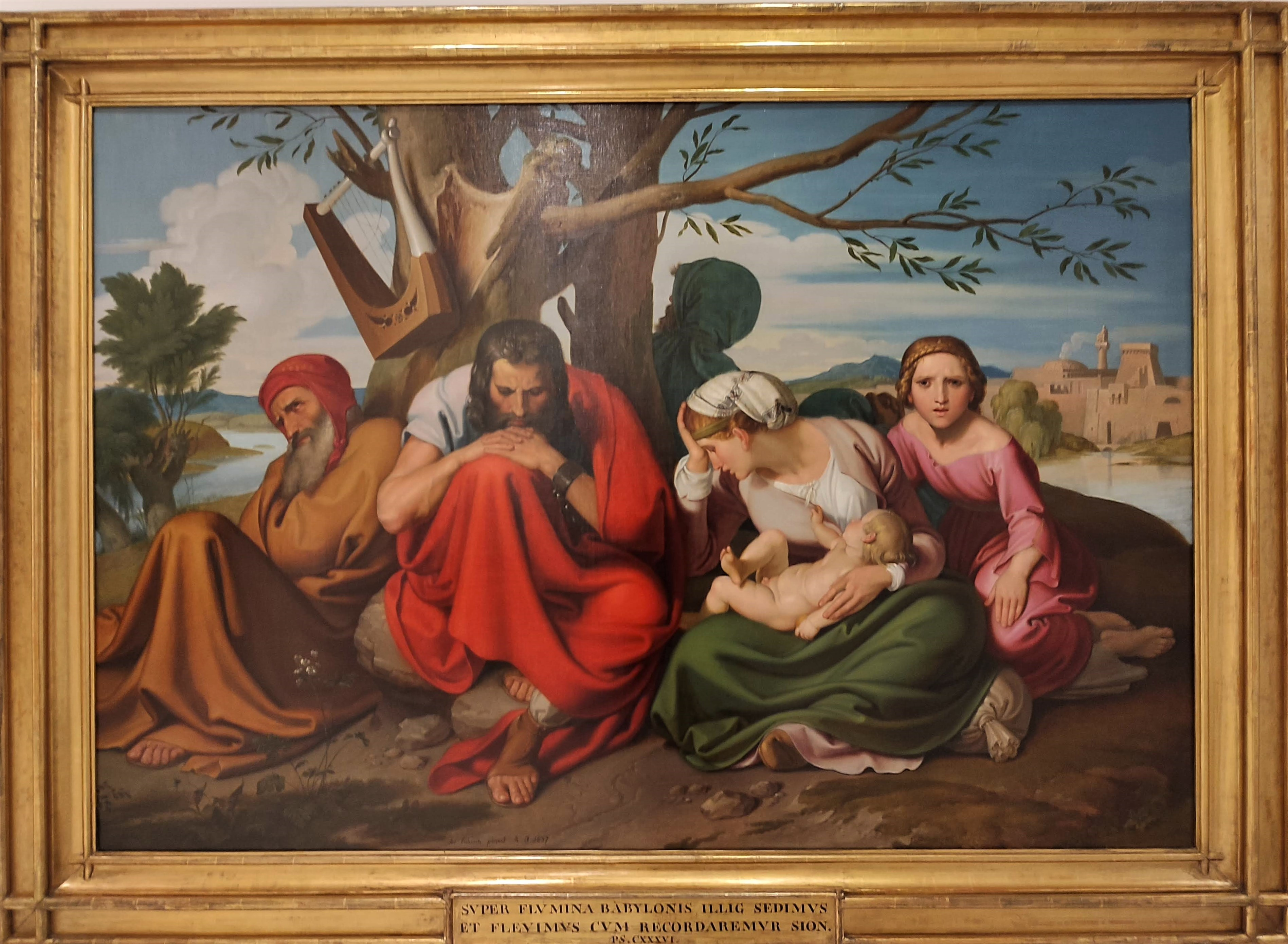
Zármutek Židů v babylonském vyhnanství (1837)